# Reichsstraße 432
Die Reichsstraße 432 war während des Zweiten Weltkriegs eine der Reichsstraße genannten Fernstraßen im Deutschen Reich.
Sie wurde um 1942 im annektierten Teil von Oberschlesien eingerichtet. 

## Verlauf
Die Reichsstraße 432 verband Nikolai (Kreuzung mit Reichsstraße 117, Reichsstraße 390, Reichsstraße 429), Ober Lazisk (Reichsstraße 390), Sohrau (Reichsstraße 428), Pawlowitz, Pilgramsdorf und Teschen (Reichsstraße 350, Reichsstraße 374, Reichsstraße 426).